# Alexander Hold-Ferneck
Alexander Hold-Ferneck (geboren als Alexander Hold von Ferneck * 10. Oktober 1875 in Wien, Österreich-Ungarn; † 25. Jänner 1955 in Wien) war ein österreichischer Rechtswissenschaftler.

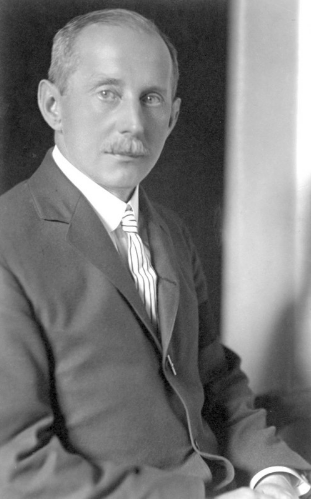
Theo Bauer: Alexander Hold-Ferneck (vor 1931)

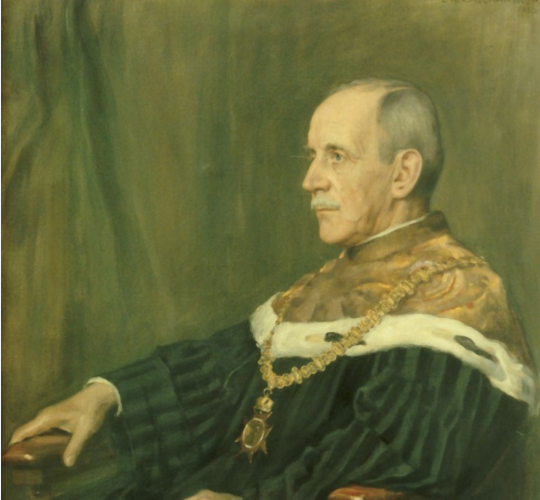
Ernst Hochschartner: Rektor Hold-Ferneck (1934/35)

## Leben
Alexander Hold von Ferneck war ein Sohn des Berufssoldaten Alexander Hold von Ferneck (1838–1901), sein Vater wurde 1901 in den Freiherrnstand erhoben. Hold von Ferneck nannte sich ab nun Baron. Mit dem Adelsaufhebungsgesetz 1919 musste er seinen Namen ändern und nannte sich Hold-Ferneck.
Hold von Ferneck absolvierte bis 1893 die Theresianische Akademie in Wien. Er studierte Jura an der Universität Wien und wurde 1899 an der Universität Innsbruck promoviert. Ab 1898 arbeitete er als Beamter in der Finanzprokuratur. Daneben betrieb weiterhin seine Ausbildung und wurde 1903 mit der rechtsphilosophischen Schrift über „Die Rechtswidrigkeit“ an der Universität Wien für Strafrecht, Strafprozessordnung (Österreich) und Rechtsphilosophie habilitiert. 1907 wurde seine Lehrbefugnis auf Völkerrecht ausgedehnt, und er wechselte 1908 als völkerrechtlicher Referent in das k.u.k. Außenministerium. 1912 wurde er zum außerordentlichen Professor für Völkerrecht und Rechtsphilosophie an der Universität Wien ernannt. Im Ersten Weltkrieg war er im Ministerium Redakteur der „Sammlung von Nachweisen für die Verletzungen des Völkerrechts durch die mit Österreich-Ungarn Krieg führenden Staaten“. Ab 1917 arbeitete er für das k.k. Ministerratspräsidium und leitete das Departement für Verfassungsrevision. Hold-Ferneck war 1918 an der Entstehung des „Völkermanifests“ Kaiser Karls beteiligt, mit dem der Zerfall des Habsburgerreiches verhindert werden sollte. In der Österreichischen Republik war er Legitimist und führte den publizistischen Kampf gegen die Friedensverträge von Versailles und St. Germain. Hold-Ferneck erhielt 1922 in Wien die Professur für Völkerrecht und Rechtsphilosophie, er war 1929/30 Dekan der Rechts- und Staatswissenschaftlichen Fakultät und 1934/35 Rektor der Universität. Hold-Ferneck entwickelte sich zu einem scharfen Gegner und Kritiker der Reinen Rechtslehre Hans Kelsens.
Hold-Ferneck trat 1924 dem reaktionären Deutschen Klub bei. Er gehörte der Deutschen Gesellschaft für Völkerrecht, der International Law Association in London, der American Society of International Law in Washington und der Deutschen Philosophischen Gesellschaft als Mitglied an. Er wurde mehrfach ausgezeichnet und war Träger des Ordens der Eisernen Krone 3. Klasse, des Offiziersehrenzeichens des Roten Kreuzes und des Komturkreuzes des bulgarischen St. Alexander-Ordens.
Nach dem Anschluss Österreichs im März 1938 stellte Hold-Ferneck im Herbst 1938 einen Antrag auf Aufnahme in die NSDAP. Da seine Frau jüdische Vorfahren hatte, wurde ihm empfohlen, seinen Aufnahmeantrag wieder zurückzuziehen. Er wurde im Jahr 1940 zum korrespondierenden Mitglied der Akademie der Wissenschaften in Wien gewählt. Im Januar 1955 verstarb Alexander Hold-Ferneck im Alter von 79 Jahren in seiner Geburtsstadt Wien.

## Schriften (Auswahl)
- Die Rechtswidrigkeit. Eine Untersuchung zu den allgemeinen Lehren des Strafrechts. I. Band: Der Begriff der Rechtswidrigkeit. 1903; II. Band 1905 (Habilitationsschrift)
- Die Kriegskonterbande. 1907
- Idee der Schuld. 1911
- Die Reform des Seekriegsrechts durch die Londoner Konferenz. Stuttgart : Kohlhammer, 1914
- Der Versuch : Eine rechtsphilosophische Betrachtung zum deutschen Strafgesetzentwurf. Leipzig : G. Freytag, 1922
- Der Staat als Übermensch, zugleich eine Auseinandersetzung mit der Rechtslehre Kelsens. Jena : G. Fischer, 1926
- Ein Kampf ums Recht. 1927
- Lehrbuch des Völkerrechts (2 Bände). Leipzig : F. Meiner, 1930/1932
- Recht, Strafe und Schuld : Skizze einer neuen Revision der Grundbegriffe des Strafrechtes. Wien : R. M. Rohrer, 1951